# Jefferson Peres

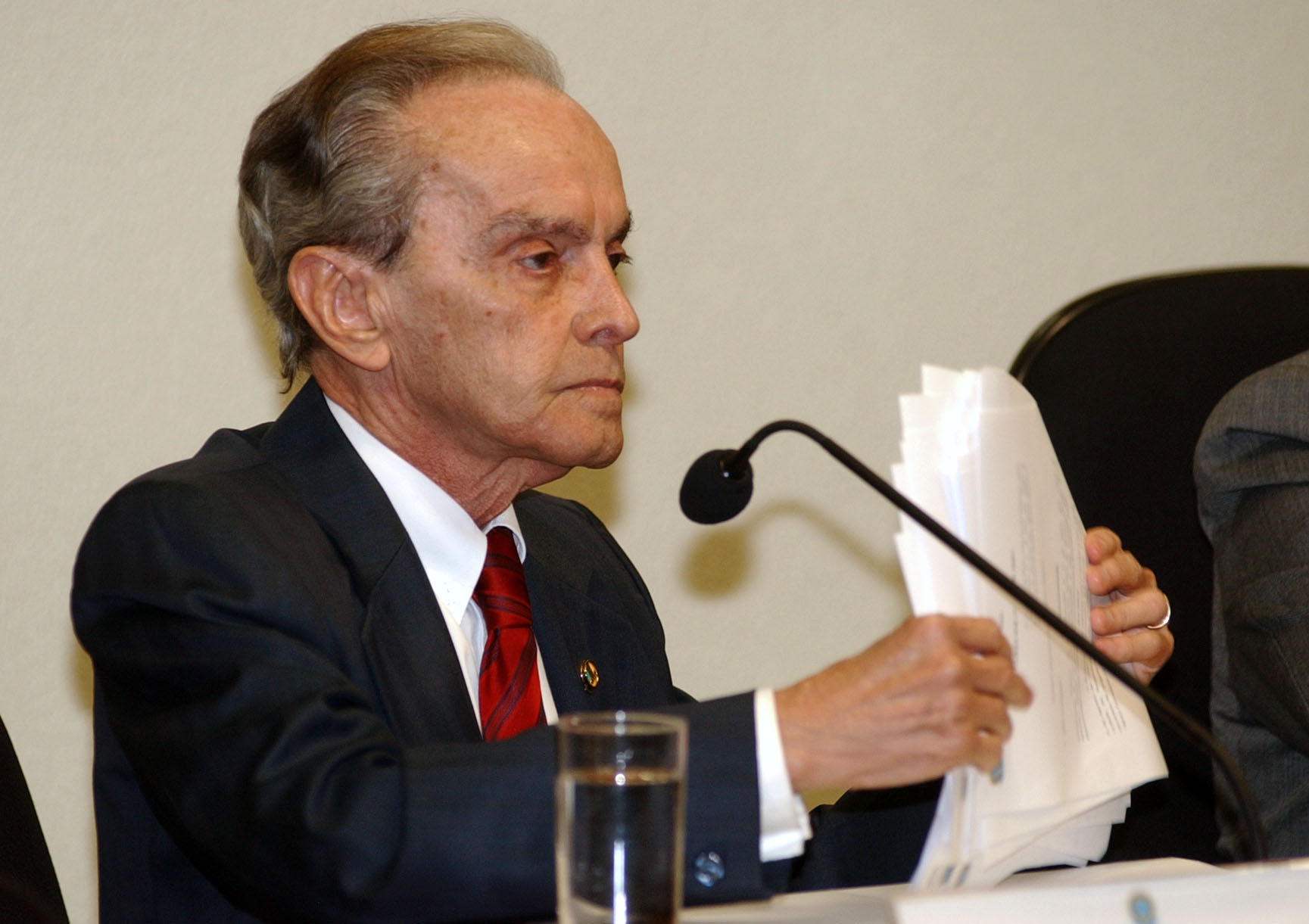
Jefferson Peres (2007)

José Jefferson Carpinteiro Peres (* 18. März 1932 in Manaus, Amazonas (Brasilien); † 23. Mai 2008 ebenda) war ein brasilianischer Politiker (PDT) und Hochschullehrer.
Peres setzte sich in den 1950er Jahren für die Verstaatlichung der brasilianischen Ölindustrie ein. Außerdem war er für den Erhalt des brasilianischen Regenwaldes, insbesondere engagierte er sich für den Urwald der Stadt Manaus und opponierte gegen den Bau der BR-319 durch den Regenwald.
Im Jahr 1988 wurde Peres, Mitglied der Partido Democrático Trabalhista (Demokratischen Arbeiterpartei), einer Mitte-links-Partei, zum Stadtrat (vereador) der Stadt Manaus gewählt. Diese Position hielt er in einer zweiten Legislaturperiode durch Wiederwahl in einer Zeit, in der Manaus die Millioneneinwohnergrenze überschritt, bis er im Jahr 1995 in den Senat Brasiliens gewählt wurde.
Dem Senat gehörte Peres nach seiner Wahl 1995 bis zu seinem Tod 2008 an. Bei der Präsidentschaftswahl 2006 unterstützte er die Kandidatur von Cristovam Buarque, dem er als potentieller Vizepräsident beistand. Sie schieden allerdings mit 2 538 834 Stimmen, entsprechend einem Anteil von 2,64 %, allerdings vor der Stichwahl aus, die Luiz Inácio Lula da Silva gewinnen konnte.
Peres war zeitweise Hochschullehrer für Wirtschaftswissenschaften an der Universidade Federal do Amazonas.

## Schriften
- Evocação de Manaus. Como eu a vi ou sonhei. Valer, Manaus 2002, ISBN 85-7512-080-8